# Lawrence Gordon (producteur)
Pour les articles homonymes, voir Lawrence Gordon et Gordon.
Lawrence Gordon est un producteur américain, né le 25 mars 1936 à Yazoo City, dans le Mississippi (États-Unis).

## Filmographie
- 1973 : Dillinger
- 1975 : The Missing Are Deadly (TV)
- 1975 : Le Bagarreur (Hard Times)
- 1977 : Dog and Cat (en) (TV)
- 1977 : Légitime violence (Rolling Thunder)
- 1978 : The End
- 1978 : Lacy and the Mississippi Queen (TV)
- 1978 : The Driver
- 1978 : La Fureur du danger (Hooper)
- 1979 : Les Guerriers de la nuit (The Warriors)
- 1980 : Stunts Unlimited (TV)
- 1980 : Xanadu
- 1981 : Paternity
- 1982 : The Renegades (TV)
- 1982 : Jekyll and Hyde... Together Again de Jerry Belson
- 1982 : 48 Heures (48 Hrs.)
- 1984 : Les Rues de feu (Streets of Fire)
- 1984 : The Streets (TV)
- 1985 : Comment claquer un million de dollars par jour (Brewster's Millions)
- 1985 : Our Family Honor (TV)
- 1986 : Jumpin' Jack Flash
- 1987 : Predator
- 1988 : Parle à mon psy, ma tête est malade (The Couch Trip)
- 1988 : The Wrong Guys (en)
- 1988 : Piège de cristal (Die Hard)
- 1989 : Leviathan
- 1989 : Jusqu'au bout du rêve (Field of Dreams)
- 1989 : Chien de flic (K-9)
- 1989 : Haute Sécurité (Lock Up)
- 1989 : Affaire de famille (Family Business)
- 1990 : 48 Heures de plus (Another 48 Hrs.)
- 1990 : 58 minutes pour vivre (Die Hard 2)
- 1990 : Predator 2
- 1991 : Les Aventures de Rocketeer (The Rocketeer)
- 1995 : Waterworld
- 1997 : Ennemis rapprochés (The Devil's Own)
- 1997 : Event Horizon - Le vaisseau de l'au-delà (Event Horizon)
- 1997 : Boogie Nights
- 1999 : Thieves
- 1999 : Mystery Men
- 1999 : Chien de flic 2 (K-911) (vidéo)
- 2001 : Lara Croft : Tomb Raider
- 2001 : K-PAX - L'homme qui vient de loin (K-PAX)
- 2002 : K-9: P.I. (vidéo)
- 2003 : Lara Croft : Tomb Raider, le berceau de la vie (Lara Croft Tomb Raider: The Cradle of Life)
- 2004 : Hellboy
- 2006 : Hellboy Animated: Sword of Storms (TV)
- 2008 : Hellboy 2 : Les Légions d'or maudites (Hellboy II: The Golden Army), de Guillermo Del Toro
- 2009 : Watchmen, les gardiens de Zack Snyder
- 2019 : Hellboy de Neil Marshall
- 2025 : Predator: Killer of Killers de Dan Trachtenberg